# Llengües bantoides meridionals
Les llengües bantoides meridionals (també conegudes com a bantú ampli o bin) és una branca proposada de la branca Benué-Congo de les Níger-Congo. El bantoide meridional, que inclou el grup nombrós i ben documentat de les llengües bantus estrictes, que comprèn 643 llengües segons Ethnologue, encara que moltes d'aquestes llengües tenen alta intel·ligibilitat mútua.

## Classificació
El grup bantoide meridional va ser introduït com a tal per Williamson (1989), basant-se en el treball de Blench (1987) en una proposta que dividia les llengües bantoides en una branca septentrional i una altra branca meridional. La uniformitat del bantoide septentrional va ser qüestionada posteriorment, i s'ha discutit si el propi grup bantoide és un grup filogenètic ben definit, si bé s'ha afermat la possibilitat que el bantoide meridional sigui un grup filogenètic ben definit (a diferència del bantú estricte que ha estat qüestionat).
D'acord amb Williamson i Blench (2000:34–5), el bantoide meridional està dividit en diversos subgrups: el bantu, el jarawa, el tivoide, el beboide, el mamfe (nyang), el grup dels pasturatges i el ekoide. Blench (2010) va suggerir que el grup tivoide, el grup momo i el grup beboide podrien formar un grup filogenètic, potser juntament amb llenguatges de classificació incerta com l'esimbi i el buru:
? Bendi.
- Tivoide-Beboide: Tivoide, Esimbi, Beboide oriental, ? Momo, ? Buru, ? Menchum.
- Furu (Beboide?).
- Mamfe.
- Ekoide-Mbe: Ekoide, Mbe
- Beboide occidental
- Bantu i semibantu: Bantu dels pasturatges (? Momo), Jarawà-Mbam, Bantú estricte.

## Comparació lèxica
Els numerals en diferents varietats de llengües bantoides meridionals són:
| GLOSA | PROTO- BENDI | Beboide-Tivoide         | Beboide-Tivoide | Beboide-Tivoide | Ekoide-Mbe    | Ekoide-Mbe     | PROTO- BANTOIDE |
| GLOSA | PROTO- BENDI | PROTO- BEBOIDE ORIENTAL | PROTO- TIVOIDE  | Esimbi          | PROTO- EKOIDE | Mbe            | PROTO- BANTOIDE |
| ----- | ------------ | ----------------------- | --------------- | --------------- | ------------- | -------------- | --------------- |
| '1'   | *-kin        | *mba-                   | *-mɔ(m)         | kēnə̄            | *-ʤi          | ómè            | *moi / *ɗi      |
| '2'   | *-ɸa         | *fai                    | *-hyar          | mə̄rākpə̄         | *-βaɾ         | bɛ́pʷâl         | *βadi           |
| '3'   | *-cia        | *tali                   | *-tate          | mākə̄lə̄          | *-sa          | bɛ́sá           | *tati           |
| '4'   | *-ne         | *nai                    | *-nai           | mōɲī            | *-ne          | bɛ́ñî           | *nai            |
| '5'   | *-tiaŋ       | *tiŋ                    | *-tiaŋ          | mātə̄nə̀          | *-ɾɔːn        | bɛ́ʧân          | *cʲan           |
| '6'   | *-tia(ŋ)-kin | *buso                   |                 | mālālə̄          | *3+3          | bɛ̀sêsár        |                 |
| '7'   | *-tia(ŋ)-ɸa  |                         |                 | 5+2             |               | bɛ̀tânè- bɛ́pʷâl |                 |
| '8'   | *-tia(ŋ)-cia | *ɲaŋ                    | *-nieni         | mōɲìōɲī         | *4+4          | bɛ̀ñîbɛ̀ñî       |                 |
| '9'   | *-tia(ŋ)-ne  |                         |                 | 5+4             |               | bɛ́tânèbɛ́ñî     |                 |
| '10'  | *lifo        | *jofi                   | *pu-            | būɣù            | *wobo         | bɛ́fwɔ̂r         |                 |